# Turfan

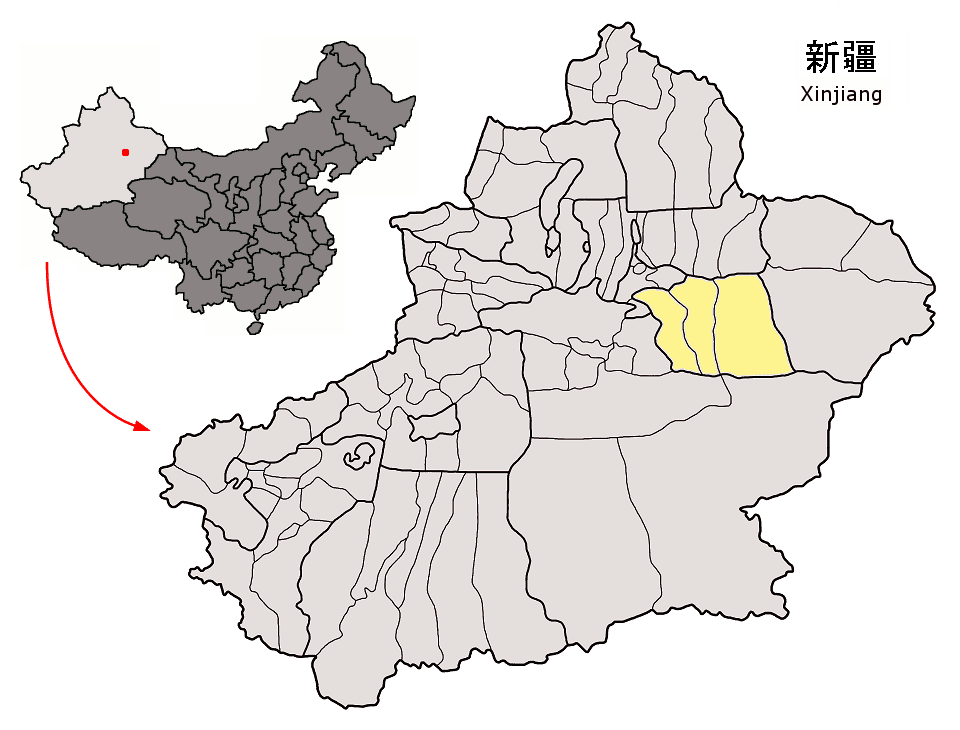
Město Turfan na mapě

Turfan (ujgursky  تۇرپان,‎ Turpan; čínsky v českém přepisu Tchu-lu-fan, pchin-jinem Tǔlǔfān, znaky 吐魯番) je oáza ve Východním Turkestánu v Ujgurské autonomní oblasti Sin-ťiang; nachází se na severní straně Turfanské prolákliny v nadmořské výšce +30 m. Roku 2020 v prefektuře Turfan žilo téměř 700 tisíc obyvatel, převážně Ujgurů.

## Doprava
Přes Turfan prochází dálková železniční trať Lan-čou – Sin-ťiang, od které se v něm odpojuje železniční trať Turfan – Kašgar.
Turfan se nachází na dálnici číslo 312.

## Rozinky

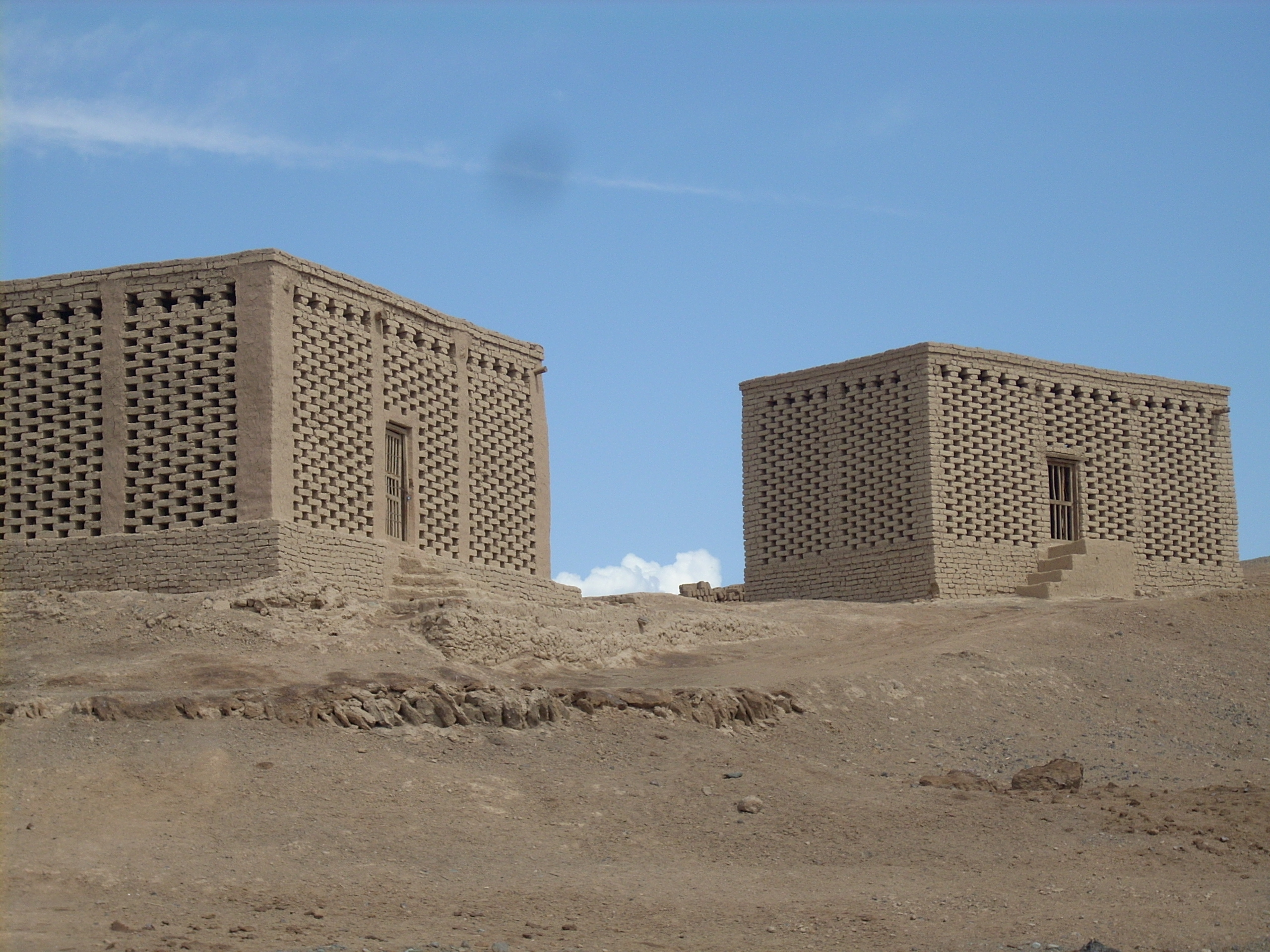
Ujgurské čunče, větrné sušárny na vysušení rozinek. Bojluq, Turfan

V Turfanu je sice klima bez moře silně závislé na slunci, teploty se během roku pohybují mezi +40 a −29 stupni Celsia, ovšem minimální srážky se tu řeší zavlažováním. Díky tomu se tu každoročně vypěstují spousty kvalitního ovoce.
V Turfanu se již po staletí suší rozinky, tradičně 40 dní v tmavých a relativně chladných větrných sušárnách, tak bobule zůstávají světlé. Naopak, když se původně žlutozelené bobule suší na přímém slunci, ztmavnou; zhnědnou.

### Produkce
Světová produkce rozinek byla 1,1 milionu tun (r. 2005), z toho nejvíce: Turecko 30 %, USA 28 %, Írán 13 %, Řecko a Chile po 6 %.
V roce 2009/2010 byla čínská roční produkce rozinek předpovězena mezinárodními experty na 155 000 tun, z čehož 75 % bylo předpokládáno z Turfanu, tedy 10 % celosvětové produkce rozinek.

## Administrativní členění
Městská prefektura Turfan se člení na tři celky okresní úrovně, a sice jeden městský obvod a dva okresy.
| městský obvod · Kao-čchang okres · Šan-šan okres · Toqsun |          |                       |                    |                                  |
| Název                                                     | Název    | Počet obyvatel (2020) | Rozloha km² (2020) | Hustota zalidnění (obyv. na km²) |
| český přepis                                              | znaky    | Počet obyvatel (2020) | Rozloha km² (2020) | Hustota zalidnění (obyv. na km²) |
| Městský obvod                                             |          |                       |                    |                                  |
| Kao-čchang                                                | 高昌区   | 317 443               | 13 650             | 23                               |
| Okresy                                                    |          |                       |                    |                                  |
| Šan-šan                                                   | 高昌区   | 242 310               | 39 550             | 7                                |
| Toqsun                                                    | 托克逊县 | 134 235               | 16 550             | 8                                |
|                                                           |          |                       |                    |                                  |
| Celkem                                                    | Celkem   | 693 988               | 69 750             | 10                               |